# Metro de Berlín
El metro de Berlín (en alemany: Berlin U-Bahn, escurçament de Berliner Untergrundbahn) és una de les dues xarxes de transport ferroviari ràpid de Berlín, juntament amb l'S-Bahn (tren de rodalia), que a la pràctica funciona com un metro. L'U-Bahn està explotat per la Berliner Verkehrsbetriebe (BVG).
Va ser obert el 1902 i actualment compta amb deu línies, 175 estacions i 148,8 km de longitud. Durant el 2019 va transportar 583 milions de viatgers. Pel context de la ciutat de Berlín durant la guerra freda, el metro va ser explotat conjuntament per dues operadores de transport fins a la construcció del mur, quan es van separar físicament el metro Berlín Est del de Berlín Oest. Amb la caiguda del mur el 1989, ambdues xarxes van tornar a ser fusionades.
Una de les característiques tècniques més importants és l'existència de dos tipus de gàlib incompatibles entre ells. Les primeres línies es van construir amb un gàlib més estret que les construïdes després de la Segona Guerra Mundial, de manera que es distingeixen dos tipus de línies i de material mòbil (gàlib estret i gàlib ample).

## Història

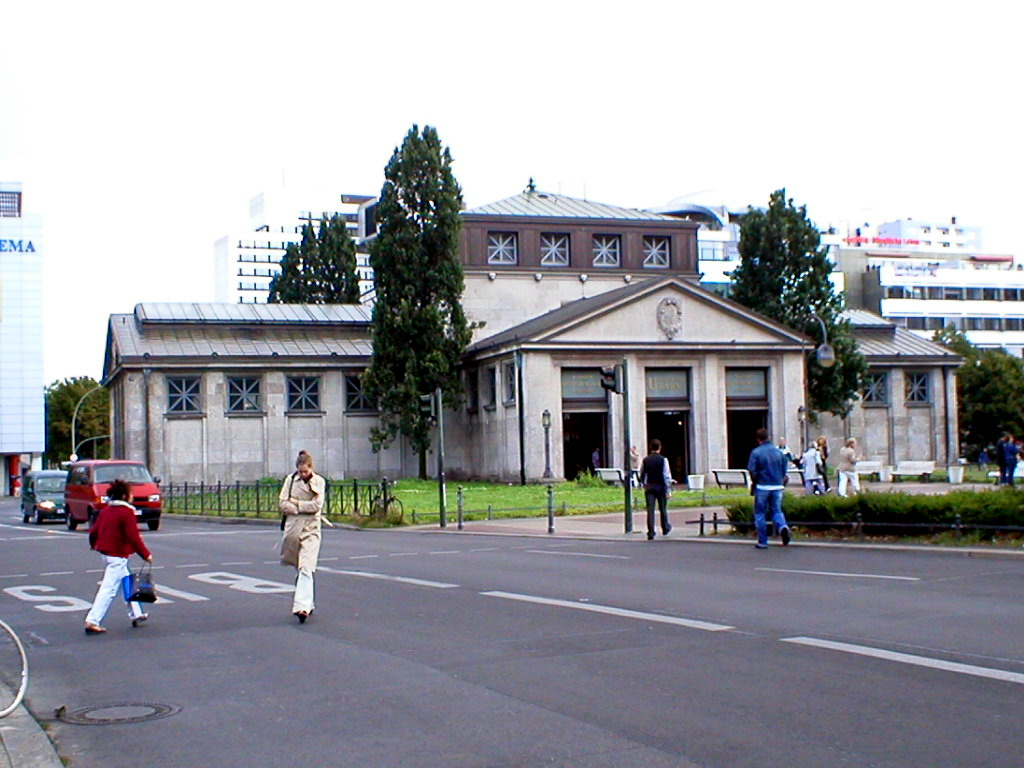
Entrada a l'estació Wittenbergplatz

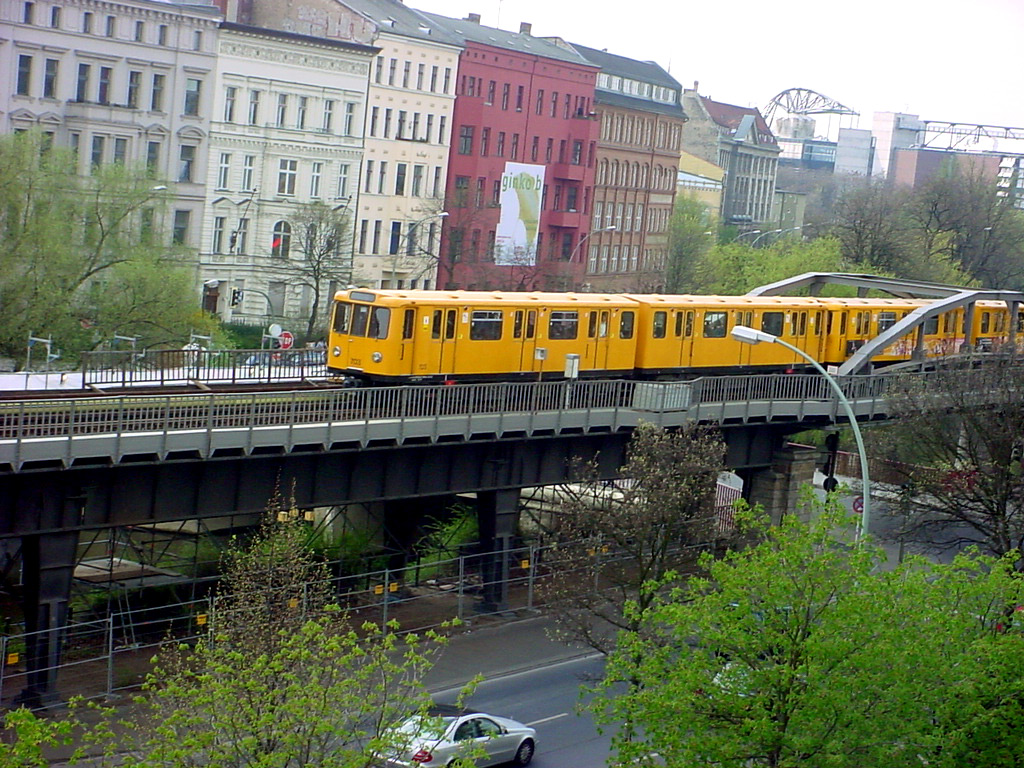
Tren de l'U-Bahn en la Línia 1, pròxim a l'estació Hallesches Tor

El metro de Berlín compta amb una interessant història que reflecteix de certa manera l'agitada història de la ciutat. Es pot parlar de tres etapes de construcció:
1. De 1902 a 1913 (abans de la Primera Guerra Mundial)
2. De 1923 a 1930 (període d'entre guerres)
3. A partir de 1952 (després de la Segona Guerra Mundial).

El 15 de febrer de 1902 va ser inaugurada la primera línia entre el carrer Warschauer Straße i Zoologischer Garten amb una desviació cap a Potsdamer Platz. La major part dels quasi 8 km de trajecte eren elevats. Entre 1906 i 1913 es van construir extensions per diversos punts a aquesta única línia vertebral que van arribar als aleshores encara municipis independents de Charlottenburg, Wilmersdorf, Schöneberg i, per l'est a Alexanderplatz.
A causa de la Primera Guerra Mundial els treballs d'ampliació es van interrompre. El 1922 es va inaugurar la línia nord-sud, construïda amb gàlib ample, que va connectar amb l'altra línia a les estacions de Hallesches Tor i Stadtmitte, arribant així als barris de Tempelhof i Neukölln. Per etapes, la xarxa d'aquesta línia va créixer fins a arribar pel nord a Gesundbrunnen i pel sud a Grenzallee. Per la seua banda, la línia de gàlib estret va arribar el 1929 al futur Estadi Olímpic i a Krumme Lanke per l'oest i fins a Friedricshfelde per l'est. Diverses empreses es repartien la gestió de les dites línies.
Durant la Segona Guerra Mundial la xarxa del metro va resultar danyada o destruïda en gran part. Alguns trams van quedar inundats per les aigües del riu Spree a causa dels bombardejos perpetrats pels aliats. Una vegada conclosa la contesa, els treballs de reconstrucció van ser ardus i prompte a la fi de 1945 ja van tornar en funcionament 72 dels 80 km de la xarxa.
Amb la divisió de la ciutat en dos estats, l'operació del transport públic també va quedar dividida. Es van formar dues empreses de transport: BVG-West i BVG-Ost, aquesta última reanomenada BVB més tard. El 1961 es va construir el mur de Berlín i el metro va quedar dividit en dues xarxes independents: l'actual línia 2 va ser dividida en una part occidental i una oriental. D'altra banda, les línies nord-sud (actuals U6 i U8), la major part de les quals quedava en el sector occidental, funcionaven en aquest període d'una terminal a l'altra sense fer parada en les estacions situades a Berlín Est, que van passar a ser anomenades «estacions fantasma». L'única excepció era l'estació de Friedrichstraße, que malgrat estar al subsòl de Berlín Est, s'hi podia fer transbordament amb la xarxa d'S-Bahn de l'oest i també era un dels passos passos fronterers amb la RDA.
En l'època de la Guerra Freda es va ampliar notablement la xarxa de la part occidental de Berlín. Es van renomenar de totes les línies amb la numeració que es coneix actualment. La línia 9 va enllaçar la part nord de la ciutat al barri de Wedding amb la part sud Steglitz creuant el centre de la mateixa Zoologischer Garten. La línia 7 va unir el barri de Rudow al sud-est amb el districte de Spandau a l'oest. També les línies 6 i 8 (antiga línia nord-sud) van ser ampliades pels extrems, ajudant a mallar la xarxa occidental. Per la seva banda, a Berlín est només es va estendre part de l'antiga línia E (actualment U5) fins a Hönow i es va construir un túnel amb vies de servei entre aquesta línia i la part oriental de l'antiga línia A (actual U2), per poder permetre el pas de combois cap a tallers, ja que tots els de gàlib estret estaven situats a la part occidental.
Després de la caiguda del mur l'any 1989, l'objectiu va ser la reunificació de la xarxa de metro. Els primers passos van consistir en sanejar i reobrir les estacions fantasmes, i llarg termini, connectar les dues parts de la U2 i allargar la U1 fins a Warschauer Straße, que són trams que van ser desmantellats el 1961. Paral·lelament, la xarxa d'S-Bahn també va haver de reconstruir-se. Des dels anys 90 s'han anat remodelant algunes estacions i s'han instal·lat ascensors per tal de fer una xarxa accessible a persones amb mobilitat reduïda.
A part de la reconstrucció dels trams clausurats durant la construcció del mur, les úniques extensions realitzades des de la reunificació han estat el perllongament de la U8 fins a Wittenau, l'extensió de la U2 entre Vinetastraße i Pankow i l'extensió de la U5 entre Alexanderplatz i Hauptbahnhof. Aquest últim perllongament va obrir-se el 2009 entre Hauptbahnhof i Brandenburger Tor, rebent el nom U55, i va circular així segregada de la resta de la xarxa fins al desembre del 2020 quan es va posar en marxa el tram entre Alexanderplatz i Brandenburger Tor.

## Línies

Mapa amb les línies del metro de Berlín

En general, per cada tram de via només hi circula una sola línia, amb l'excepció del tram Wittenbergplatz - Warschauer Straße, compartit entre les línies U1 i U3.
L'interval de pas en hora punta és d'un tren cada 4 o 5 minuts, depenent de la línia. Durant la resta del dia hi circula un tren cada 5 minuts i en hora vall, cada 10 minuts. Les nits de divendres i dissabtes hi ha servei de metro nocturn a totes les línies (excepte a la U4), amb una freqüència de pas de 15 minuts. La resta de dies de la setmana hi ha unes línies d'autobús nocturn que fan un recorregut paral·lel a les línies de metro, amb un interval de 30 minuts.
La xarxa actual està formada per nou línies.
Les línies són les següents:
| Línia | Recorregut                          | Gàlib  | Construcció | Longitud (km) | Estacions | Temps de recorregut (minuts) | Velocitat comercial (km/h) |
| ----- | ----------------------------------- | ------ | ----------- | ------------- | --------- | ---------------------------- | -------------------------- |
|       | Uhlandstraße – Warschauer Straße    | Estret | 1902–1926   | 9,0           | 13        | 21                           | 26,3                       |
|       | Pankow – Ruhleben                   | Estret | 1902–2000   | 20,7          | 29        | 47                           | 26,4                       |
|       | Warschauer Straße – Krumme Lanke    | Estret | 1913–1961   | 18,9          | 24        | 40                           | 28,4                       |
|       | Nollendorfplatz – Innsbrucker Platz | Estret | 1910        | 2,9           | 5         | 6                            | 28,6                       |
|       | Hauptbahnhof – Hönow                | Ample  | 1930–2020   | 22,4          | 26        | 41                           | 32,8                       |
|       | Alt-Tegel – Alt-Mariendorf          | Ample  | 1923–1966   | 19,9          | 29        | 38                           | 31,4                       |
|       | Rathaus Spandau – Rudow             | Ample  | 1924–1984   | 31,8          | 40        | 57                           | 33,7                       |
|       | Wittenau – Hermannstraße            | Ample  | 1927–1996   | 18,0          | 24        | 36                           | 30,1                       |
|       | Rathaus Steglitz – Osloer Straße    | Ample  | 1961–1976   | 12,5          | 18        | 23                           | 32,7                       |

Cap als anys 20 van començar a aparèixer els primers mapes de metro amb les línies diferenciades per colors, tot i que sense cap mena de numeració. Els colors per a les actuals línies U1 (verd), U2 (vermell), U5 (marró), U6 (lila) i U8 (blau) s'han mantingut fins a l'actualitat. A mitjans dels anys 30 es va assignar una lletra a cada línia que passava pel centre. Els ramals prenien la mateixa lletra que les línies al tram central. D'aquesta manera es van establir 5 línies, que prenien les lletres de la A a la E. Cap al 1949, als ramals se'ls hi va afegir un subíndex amb un número romà. Per exemple: el ramal de Tempelhof s'anomenava CII perquè era el segon ramal de la línia C.
El sistema de numeració actual es va fixar el 28 de febrer de 1966, per la BVG de Berlín Oest, tot i que en aquell moment no es va posar el prefix "U" davant del nombre. En aquell moment es va assignar el número 5 a la llançadora entre Deutsche Oper i Richard-Wagner-Platz, de tan sols dues parades. Com que l'estació Richard-Wagner-Platz va ser absorbida per la línia 7, la línia 5 es va clausurar al públic, de manera que el 5 es va poder reaprofitar per l'antiga línia E (actual U5), situada íntegrament a Berlin Oriental. Per la seva banda, la BVB (operadora de Berlin Oriental), va optar per no numerar les línies.

## Material mòbil
Les línies del metro de Berlín es classifiquen en dues categories, que depenen del gàlib dels túnels de cada línia. El material rodant també es classifica de la mateixa manera: gàlib estret o gàlib ample (en alemany: Kleinprofil i Großprofil, respectivament).
Els vehicles utilitzats quan es va construir el metro tenien un disseny molt semblant als tramvies de l'època, amb una amplada de 2,30 m. L'alimentació elèctrica s'obtenia per tercer carril. Per poder acollir més passatgers sense haver de posar trens més llargs i ampliar les andanes, es va decidir que a partir de la Primera Guerra Mundial en endavant, les noves línies es construirien amb un gàlib més espaiós (2,65 m d'ample) per poder permetre la circulació de trens més grans.
En ambdós tipus de túnels i trens, l'ample de via és l'internacional (1.435 mm) i el l'alimentació elèctrica s'efectua per tercer carril a 750 V CC, si bé a les línies de gàlib estret el contacte es fa per la part superior del tercer carril i a les línies de gàlib ample, es fa per la part inferior.
Tot i que els dos gàlibs són incompatibles, s'ha donat el cas múltiples vegades que s'han adaptat combois de gàlib estret per circular per línies de gàlib ample, en períodes de crisi econòmica o per manca de material mòbil: del 1923 al 1927 a la línia Nord-Sud (actual U6), de 1961 a 1978 a la línia E (actual U5) i des del 2017 a la línia U5. L'adaptació consisteix en canviar els patins del tercer carril i en la instal·lació de plataformes a les portes per tal de compensar l'espai entre tren i andana.
Actualment les línies per on hi circulen trens de gàlib estret són la U1, U2, U3, U4 i U5. Les línies per on hi circulen trens de gàlib ample són la U5, U6, U7, U8 i U9.

### Gàlib estret
Els trens tenen una amplada de 2,30 m i una altura de 3,10 m. La primera comanda de trens, de la sèrie AI, va consistir en 42 unitats múltiples i 21 cotxes, amb una velocitat màxima de 50 km/h. Es van construir al taller de Warschauer Brücke i van entrar en funcionament l'any 1902. En comparació amb altres vehicles de prova, es va optar per instal·lar els seients de forma lateral. Fins al 1927, els trens tenien compartiments per a fumadors i cotxes de tercera classe. Des de la inauguració del metro fins al 1926, es van anar fent comandes de la sèrie AI, amb varietat pel que fa al disseny i als materials. El 1928 es va fer una comanda de la nova sèrie A-II, que va substituir el material més vell.
Després de la Segona Guerra Mundial i la partició de Berlín, Berlín Occidental va liderar la renovació del material mòbil de la xarxa. El 1960 va entrar en servei la sèrie A3, basada en la sèrie D de gàlib ample. Pràcticament fins al 1995, uns quants anys després de la caiguda del mur, va continuar la producció de noves subsèries. Berlín Oriental va quedar-se amb el material mòbil més antic (sèries AI i AII), que van circular fins al 1990. A partir de 1975 van començar a circular la sèrie G-I per la part oriental de l'actual U2. A partir de 1987 va entrar en servei la subsèrie G-I/1, amb enganxalls incompatibles amb els de la sèrie GI.
El 2000 va entrar en servei la nova sèrie HK, de disseny molt semblant als de la sèrie H de gàlib ample. Finalment, l'any 2017 va entrar en servei els trens de la sèrie IK, tot i que una part de la flota es va destinar a reforçar la línia U5, de gàlib ample.

Actualment a la U1, U3 i U4 hi circulen trens de la sèrie A3, mentre que a la línia U2 hi circulen combois de les sèries G, HK i IK.

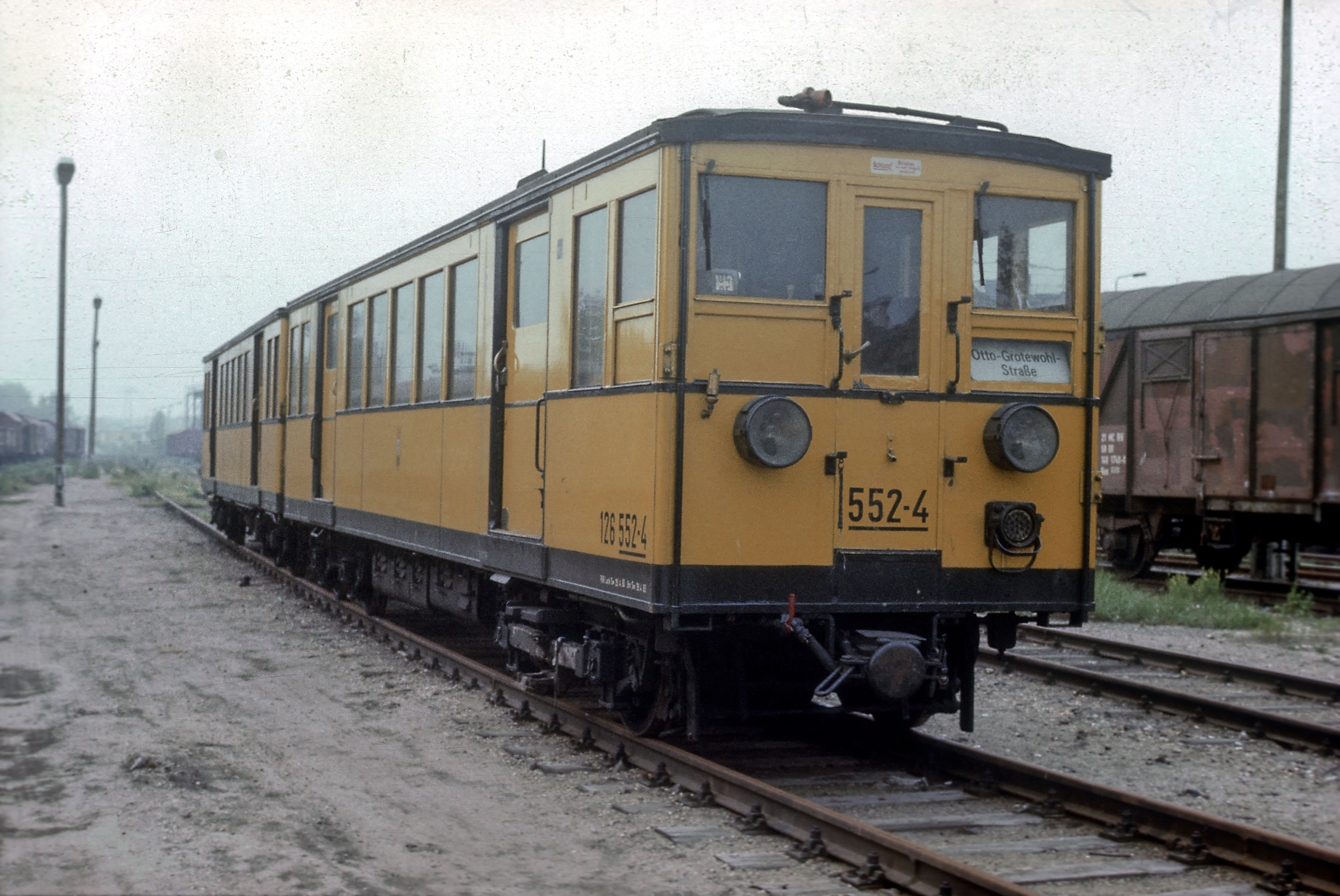
Sèrie AI
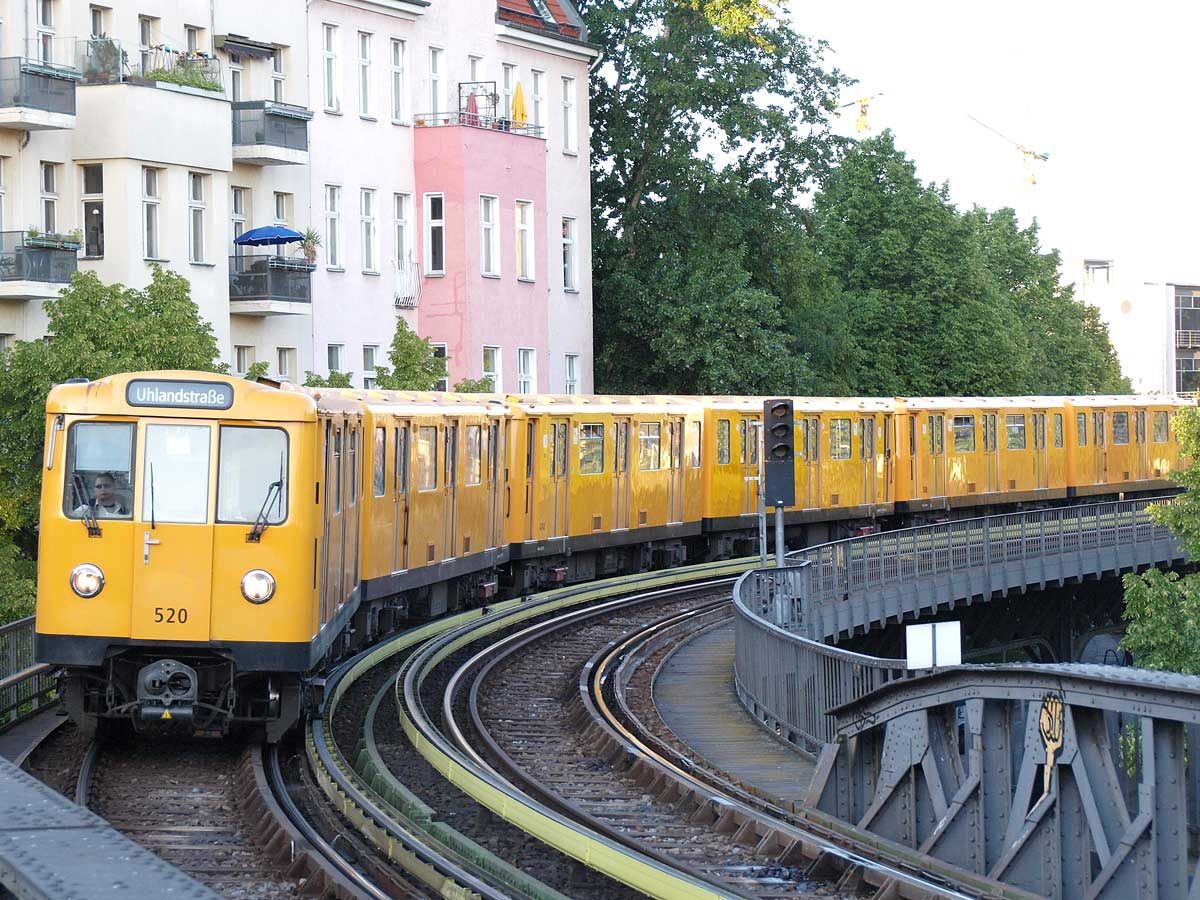
Sèrie A3
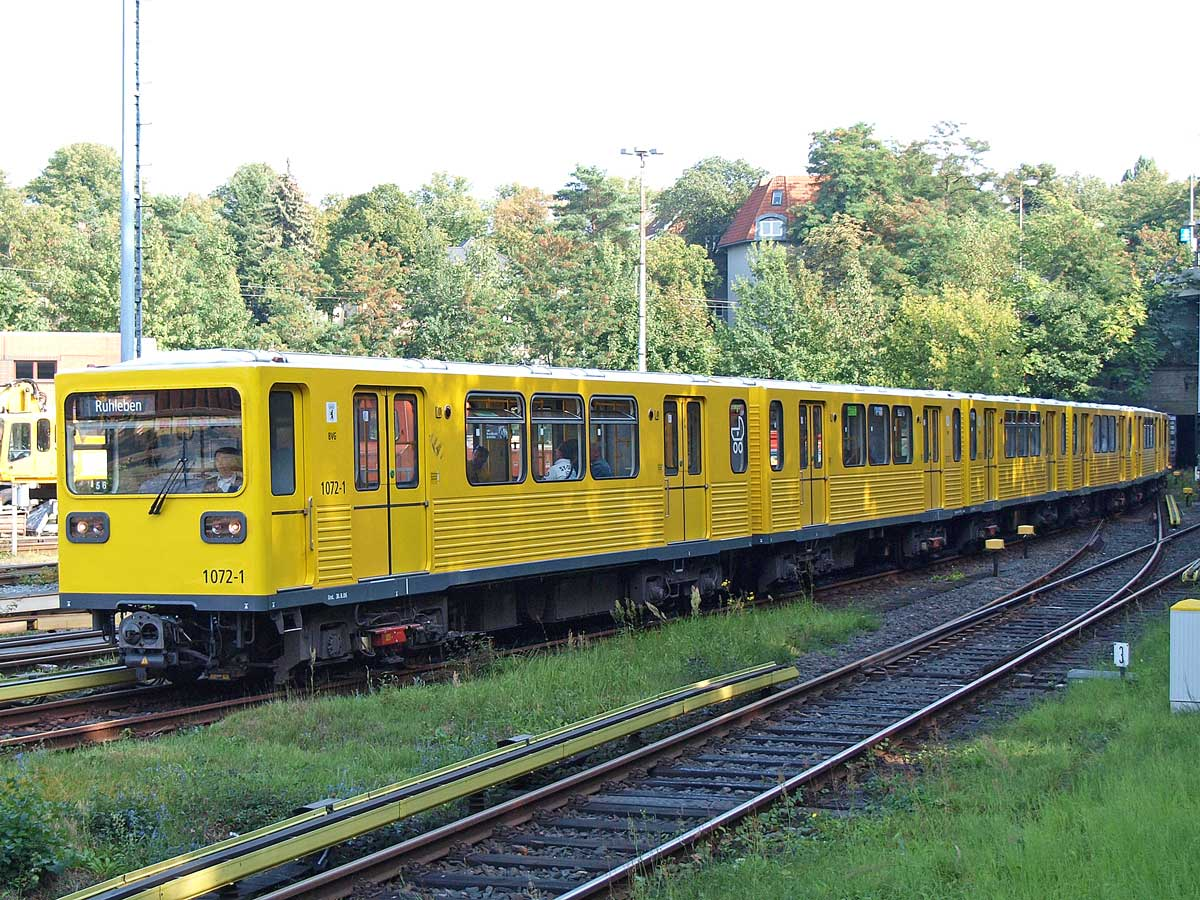
Sèrie G
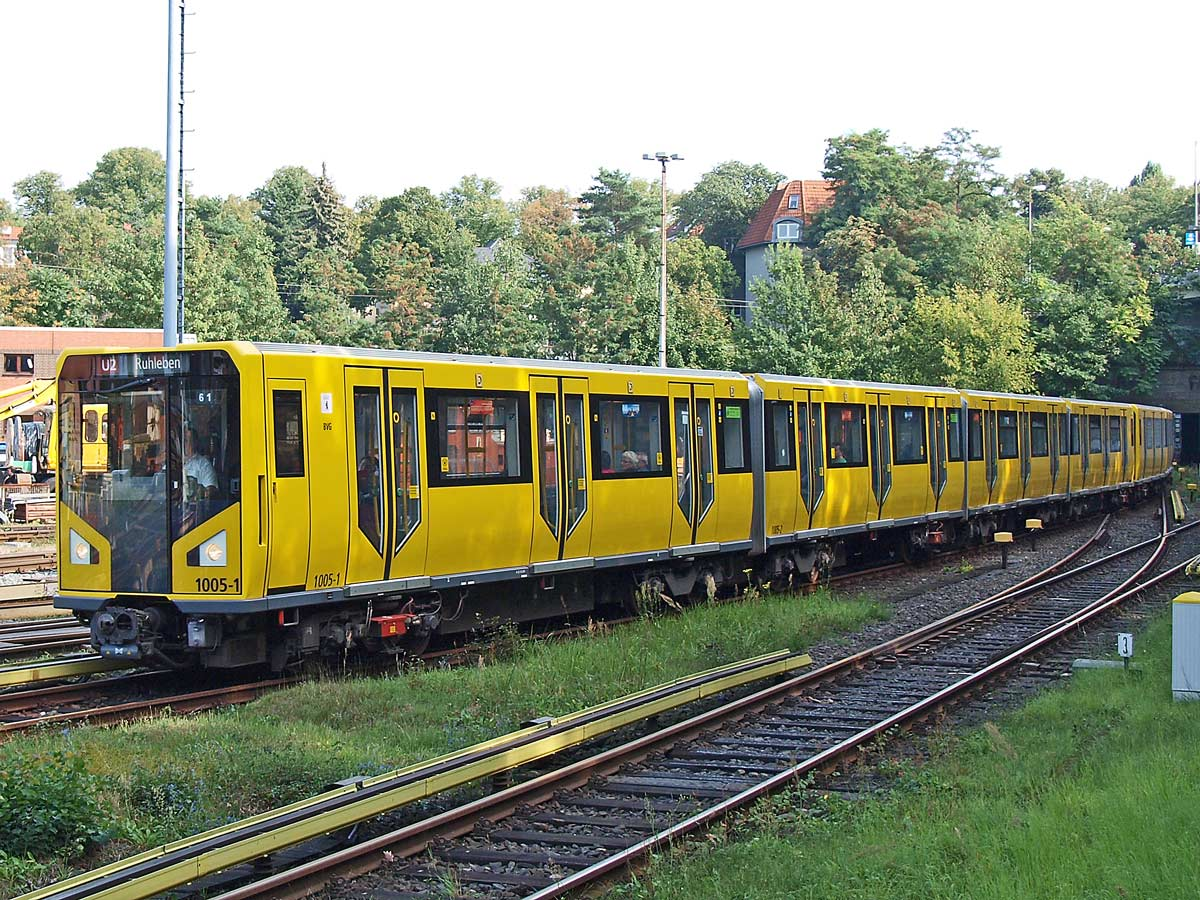
Sèrie HK
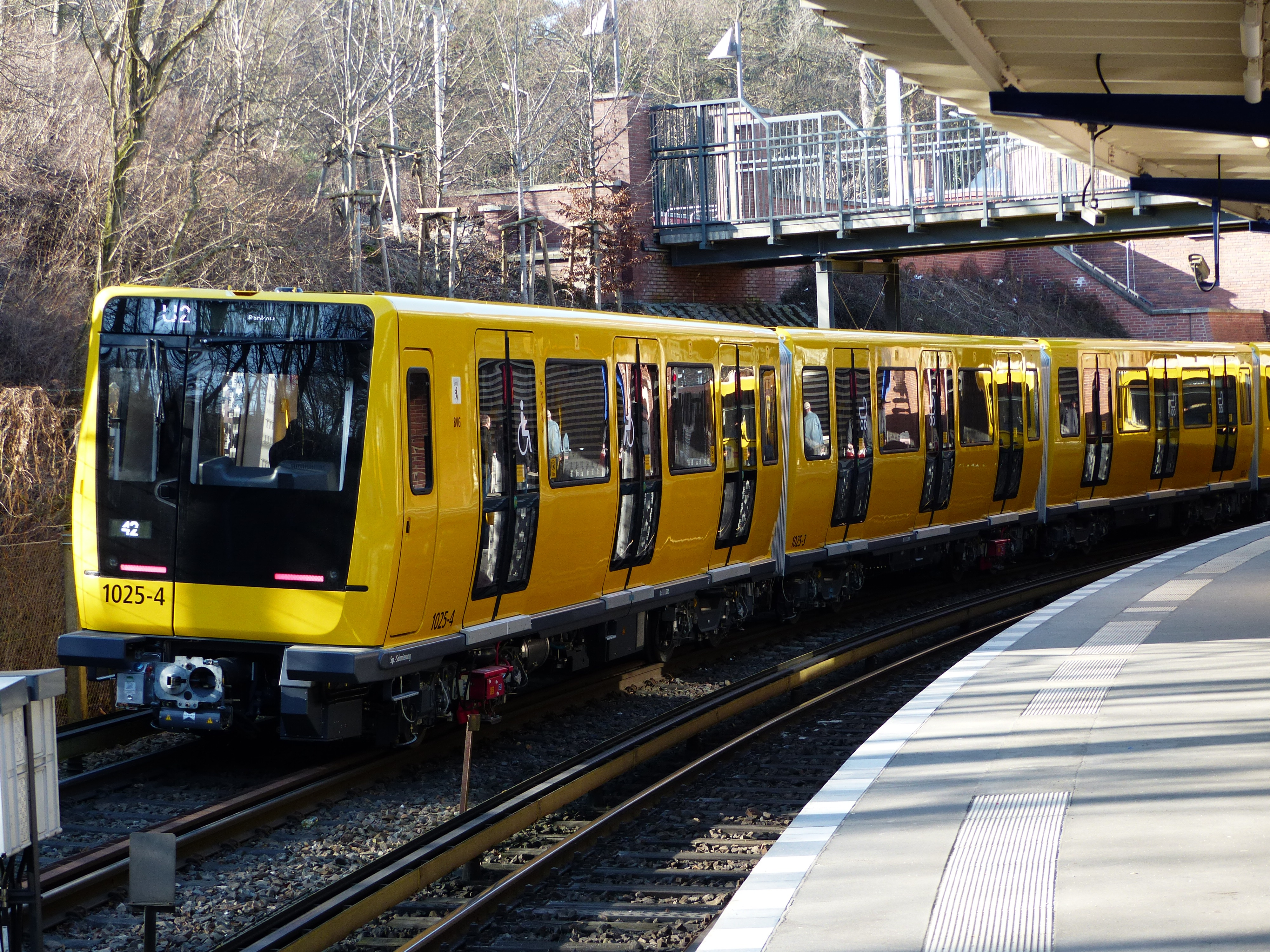
Sèrie IK

### Gàlib ample
Els trens de gàlib ample tenen una amplada de 2,65 m i una alçada de 3,40 m. La primera sèrie, anomenada BI, va entrar en servei el 1924 a l'actual línia U6. Els nous cotxes tenien una longitud de 13,15 m i tres portes laterals per costat i dues finestres el·líptiques al frontal, motiu pel qual van rebre el sobrenom de Tunneleulen (mussols de túnel). Una subsèrie millorada (BII) va entrar en servei el 1927. Els trens d'aquesta sèrie només van circular per les línies C i D (actuals U6 i U8).
Els primers trens de 18 m de longitud van ser els de la sèrie CI, que van començar a operar el 1926. La subsèrie C-IV va ser la primera amb una caixa d'alumini. L'operació d'aquests trens va ser inicialment pensada per la línia C i D, però van acabar a la línia E (actual U5). Com a conseqüència directa de l'acord de Potsdam al final de la Segona Guerra Mundial, el metro de Berlín va lliurar 120 cotxes d'aquesta sèrie al metro de Moscou.
Al 1957 va començar la construcció dels trens de la sèrie D per l'operadora de la part occidental. Van ser construïts amb acer i, per tant, eren molt pesats i poc eficients. Les versions construïdes a partir de 1965 van ser fetes amb altres materials més lleugers i van ser anomenades DL.
Al costat oriental, la línia E (actual U5) es va quedar sense material mòbil després d'haver lliurat els seus combois al metro de Moscou. L'operació d'aquesta línia va ser feta amb trens de gàlib estret fins l'arribada dels trens de la sèrie E-I a mitjans dels anys 50. Entre els anys seixanta i els anys vuitanta es van construir els trens de la sèrie E-III amb parts aprofitades d'unitats de la sèrie ET 168 de l'S-Bahn.
A Berlín Occidental, el successor de la sèrie D va ser la sèrie F, que es van començar a construir el 1973. Durant els anys 70, 80 i 90 es van anar construint noves subsèries per anar substituint les el material de les sèries B, C i D.
A partir de 1995 va començar la construcció dels trens de la sèrie H, que eren els primers que incorporaven anelles d'interconnexió entre cotxes. A la dècada de 2010 va començar la reforma dels combois més antics de la sèrie F, i a més es va reforçar els servei de la U5 amb trens adaptats de gàlib estret de la sèrie IK.

Actualment a les línies U5, U6, U7, U8 i U9 hi circulen trens de les sèries F i H, circulant a la línia U5 també trens de la sèrie IK.

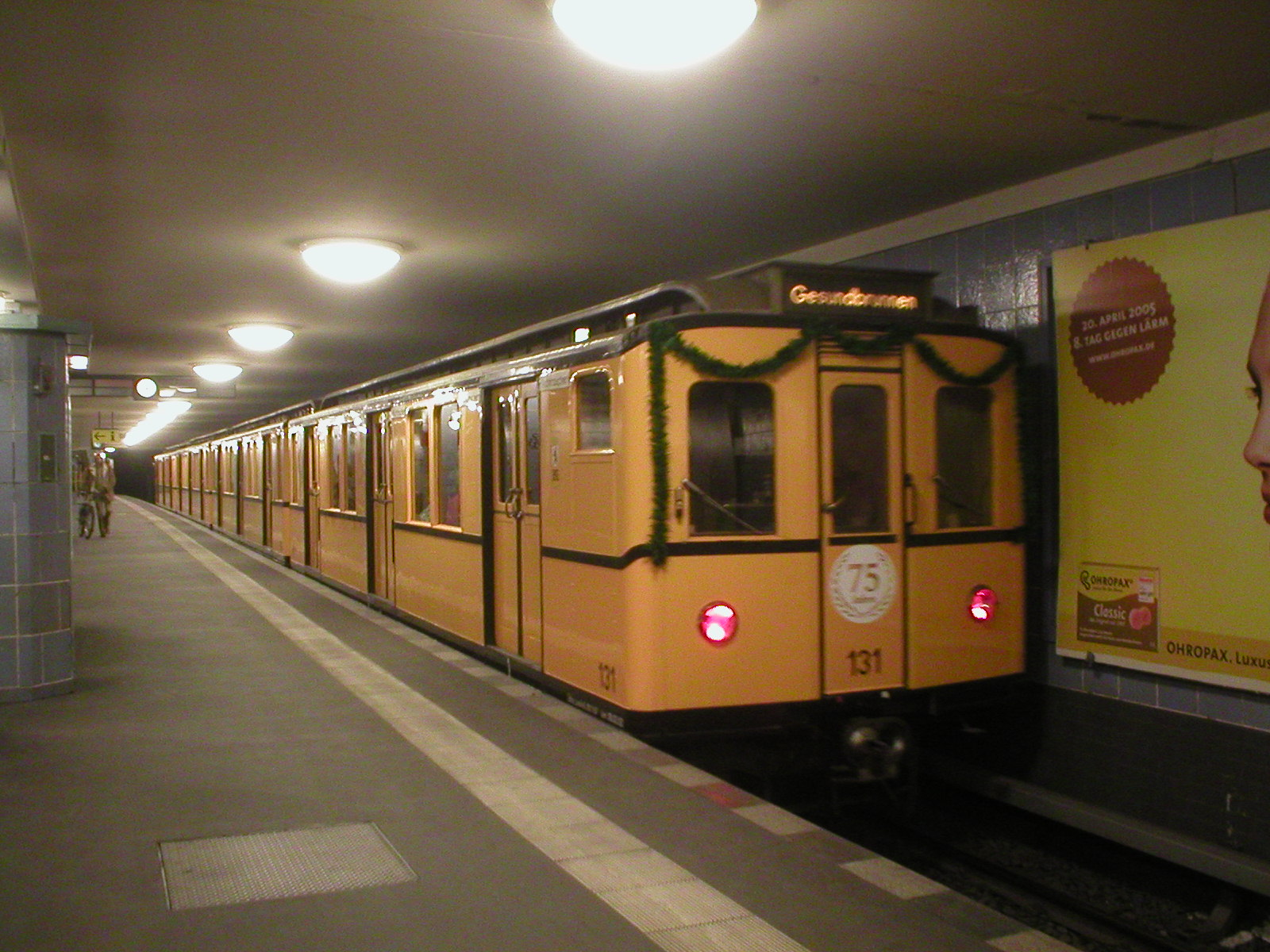
Sèrie BII
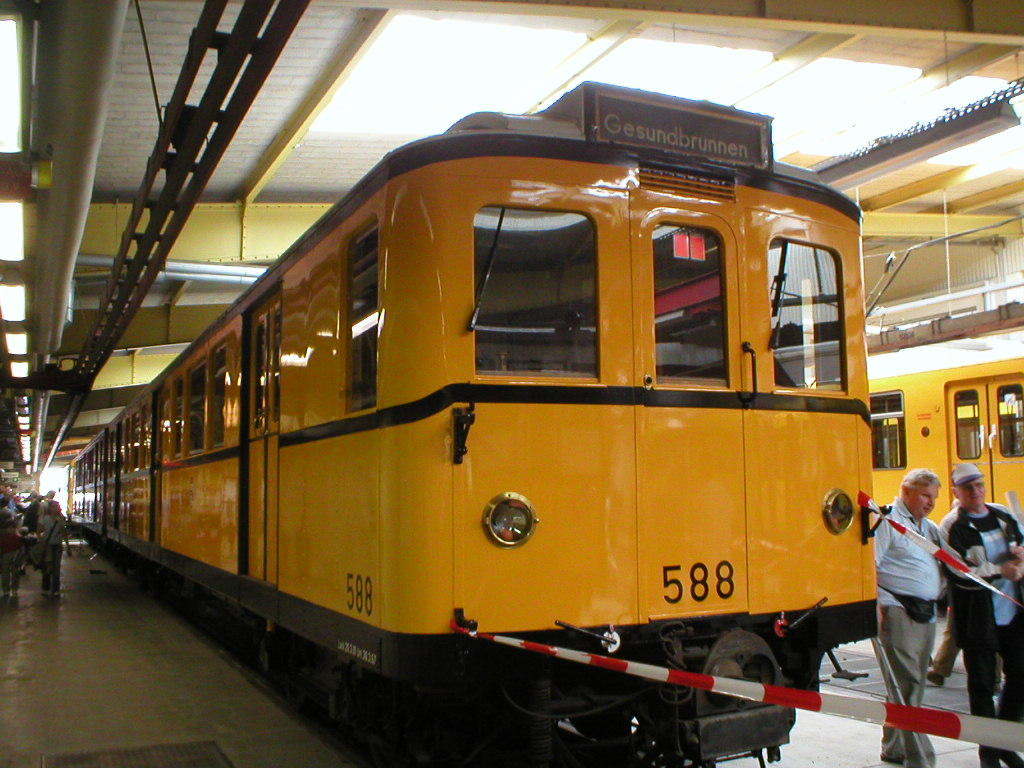
Sèrie C
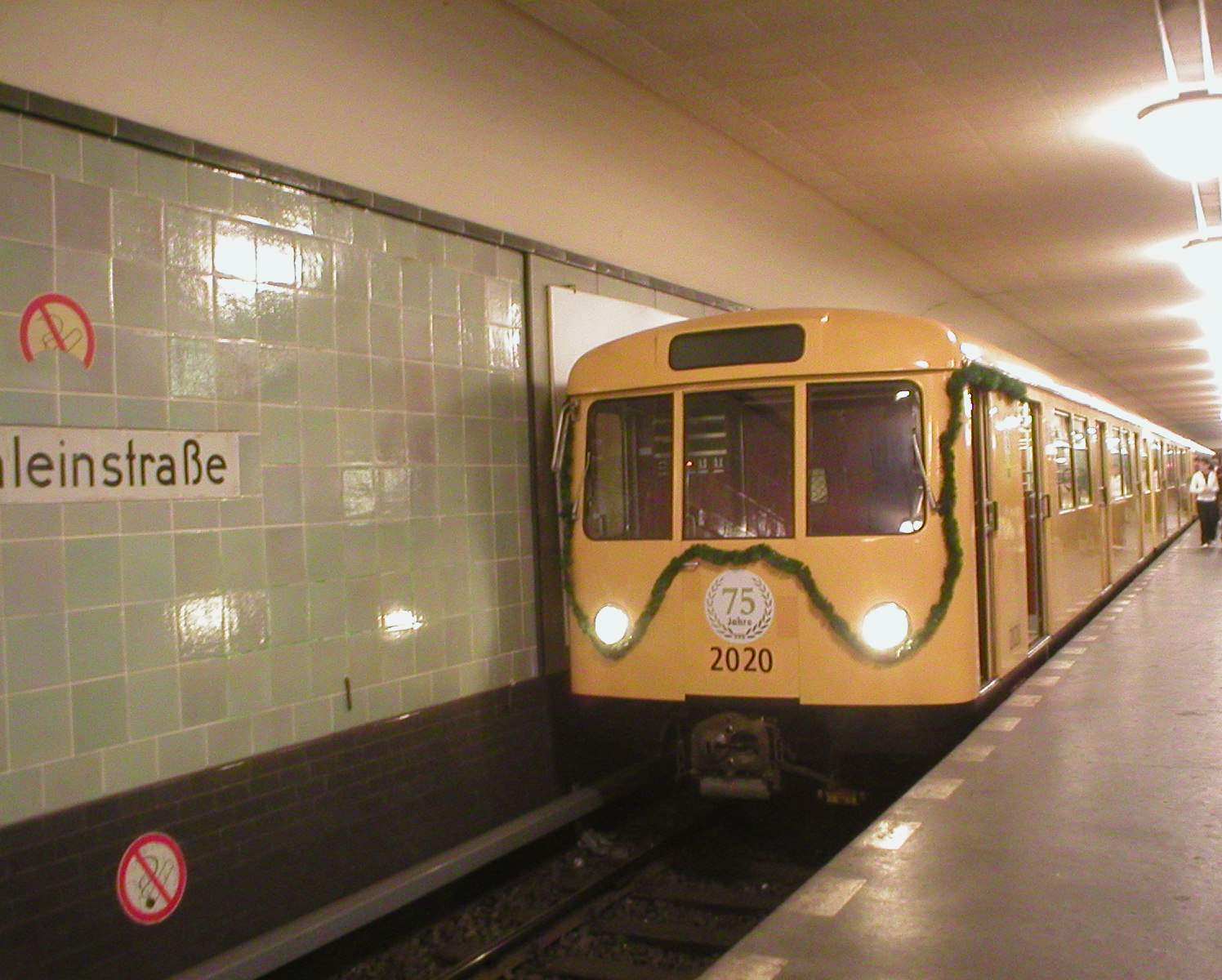
Sèrie D
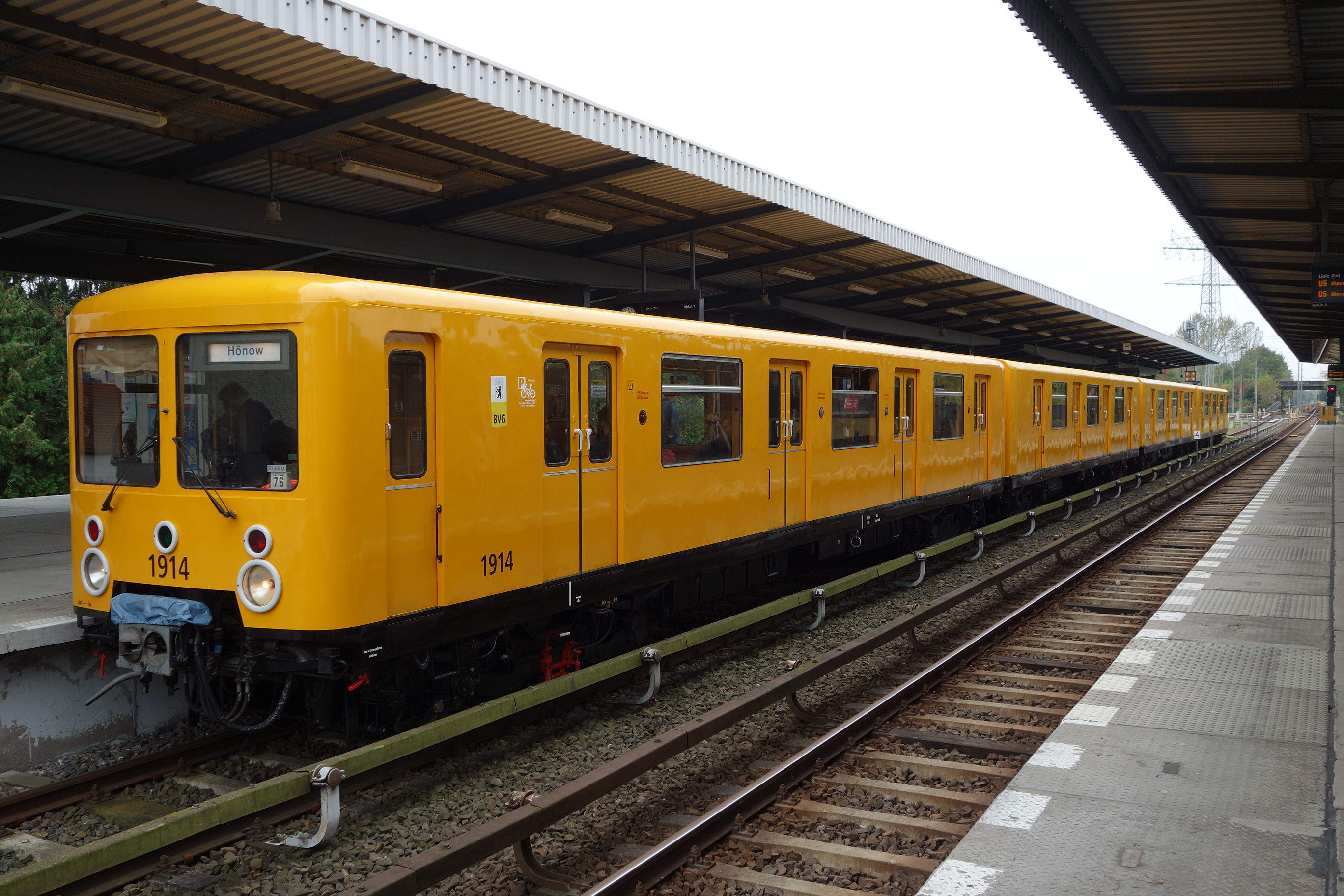
Sèrie EIII
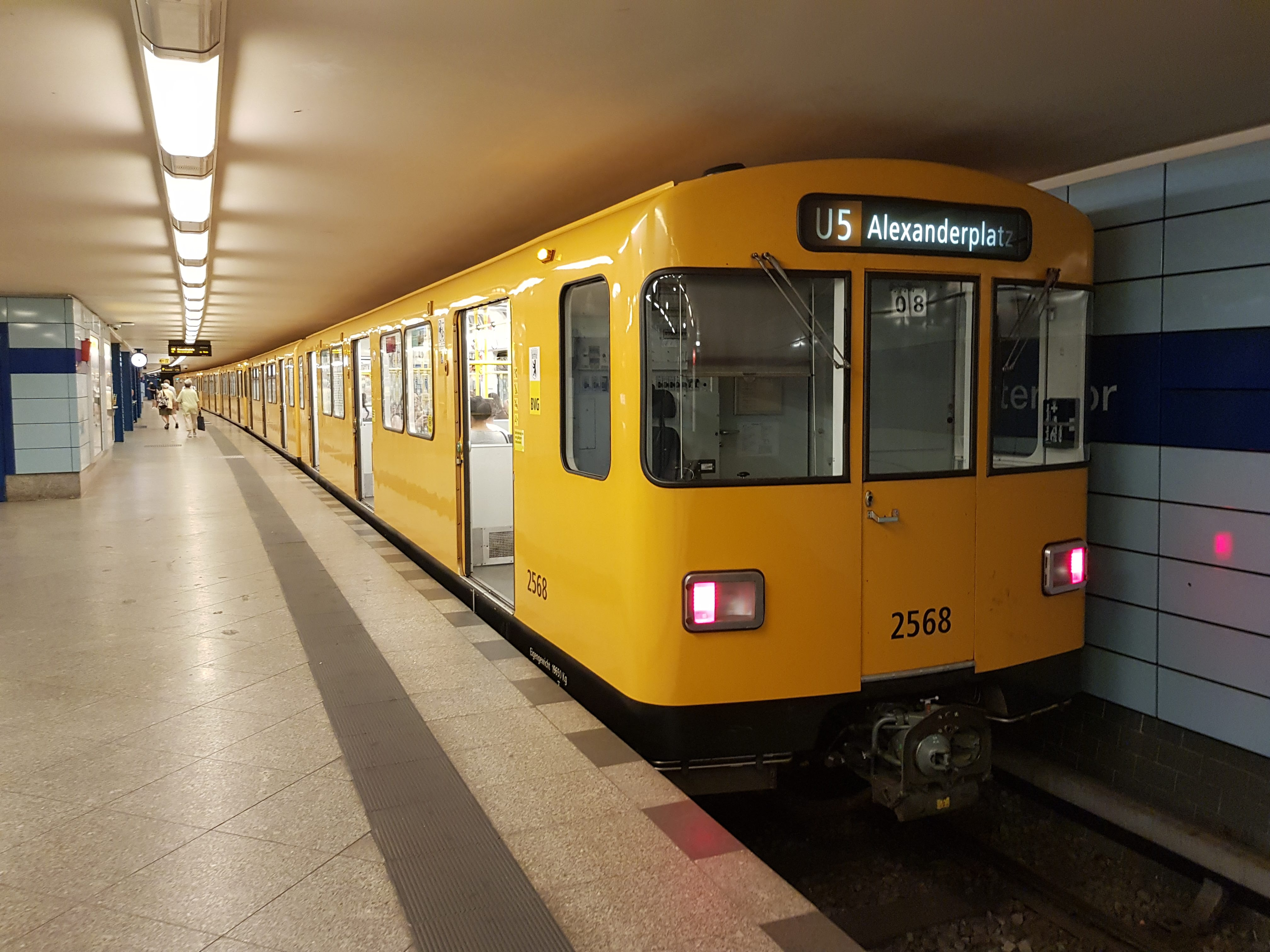
Sèrie F
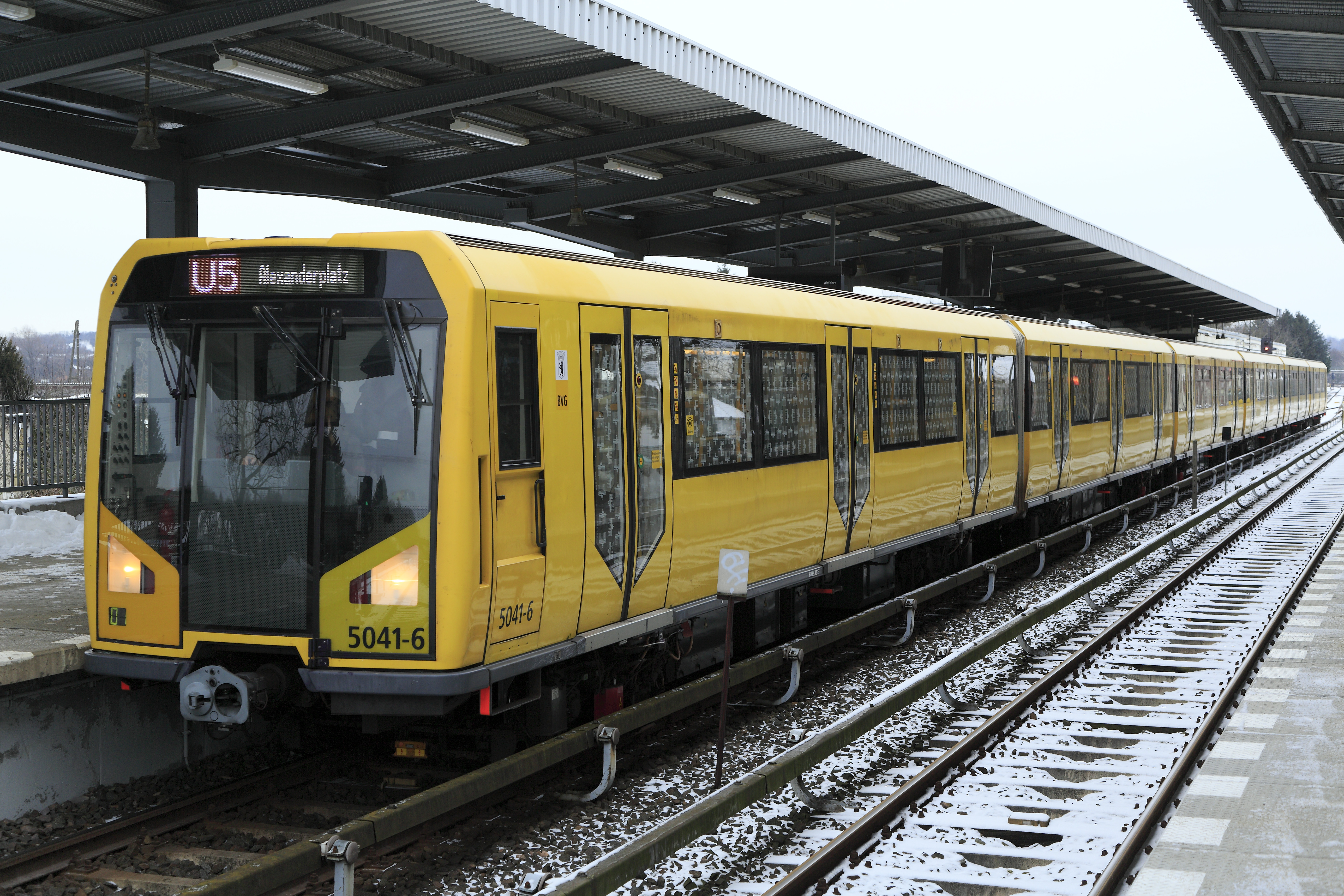
Sèrie H

## Futur
Tot i haver-hi alguns projectes d'extensió de la xarxa, com ara l'U1 cap a l'oest fins a Adenauerplatz per enllaçar amb l'U7 o cap a l'est fins a Ostkreuz, o la línia U7 fins a l'aeroport de Berlín-Brandenburg, degut a la situació financera de l'estat de Berlín no és probable que cap projecte avanci en el futur proper.